# Cole World: The Sideline Story
| Оценки критиков      | Оценки критиков |
| Источник             | Оценка          |
| -------------------- | --------------- |
| Allmusic             | [ 1 ]           |
| Robert Christgau     | B+              |
| Entertainment Weekly | B+              |
| Los Angeles Times    | [ 4 ]           |
| Pitchfork Media      | (6.1/10)        |
| PopMatters           | (7/10)          |
| Rolling Stone        | [ 7 ]           |
| Slant Magazine       | [ 8 ]           |
| Spin                 | (8/10)          |
| XXL                  | (XL)            |

Cole World: The Sideline Story — дебютный студийный альбом американского рэпера Джея Коула (англ. J. Cole), издан 27 сентября 2011 года на лейбле Roc Nation, дистрибьютор Sony Music. Cole является продюсером большинства песен на альбоме, лишь в нескольких случаях ему помогли такие продюсеры, как No I.D. и Danja. 3 мая 2011 года Cole написал в Twitter: «Все синглы готовы, альбом невероятный, название идеальное, музыка невероятна. Спасибо всем за терпение. Давайте изменим игру». 21 июля 2011 через Twitter было сообщено название альбома. Турне в поддержку альбома стартовало 23 августа 2011 года в городе Ванкувер.

## История записи
J. Cole рассказывал что записал несколько песен ещё до того, как был подписан на лейбл, потому что они «настолько хороши, что было бы глупо размещать их на микстейпах». Также сообщалось, что у него есть 16 песен для альбома, 13 из которых он спродюсировал сам. Сначала Cole хотел выпустить предальбомный микстейп, но отказался от этой идеи, так как не хотел выпускать «сырой» микстейп и «портить аппетит своих фанатов» перед выпуском альбома. Вместо этого он решил, что каждое воскресенье он будет радовать своих фанатов чем-то новым. Серия получила названия Any Given Sundays.

## Продюсирование
На альбоме минимальное количество гостей, продюсированием занимались сам J. Cole, Danja и No I.D. Cole обещает различное звучание альбома и то, что на альбоме будут затронуты темы, которые никогда не затрагивались в мейнстримном направлении хип-хопа.

## Синглы
Первый сингл с альбома был выпущен 8 июня 2010 года и получил название «Who Dat», продюсерами являются J. Cole и Elite. Этот сингл был выпущен в целях промоушена, поэтому официально первым синглом можно считать «Work Out». В этой песне Cole засемплировал песню Канье Уэста «The New Workout Plan» и интерполировал песню «Straight Up» Пола Абдул. Премьера музыкального видео состоялась 15 августа 2011 года. Вторым синглом стала песня «Can’t Get Enough», записанная при участии Trey Songz. Клип снимался на острове Барбадос, в массовке была замечена певица Рианна. Премьера клипа должна состоятся за неделю до или после выпуска альбома.

## Список композиций
| №   | Название                                       | Продюсер (ы)                    | Длительность |
| --- | ---------------------------------------------- | ------------------------------- | ------------ |
| 1.  | «Intro»                                        | J. Cole                         | 1:22         |
| 2.  | «Dollar and a Dream III»                       | The University, J. Cole*        | 4:43         |
| 3.  | «Can't Get Enough» (при участии Trey Songz)    | Brian Kidd                      | 3:51         |
| 4.  | «Lights Please»                                | J. Cole                         | 3:37         |
| 5.  | «Interlude»                                    | J. Cole                         | 1:39         |
| 6.  | «Sideline Story»                               | J. Cole                         | 3:57         |
| 7.  | «Mr. Nice Watch» (при участии Jay-Z)           | J. Cole                         | 3:57         |
| 8.  | «Cole World»                                   | J. Cole                         | 3:04         |
| 9.  | «In the Morning» (при участии Drake)           | L&X Music                       | 3:54         |
| 10. | «Lost Ones»                                    | J. Cole                         | 4:23         |
| 11. | «Nobody's Perfect» (при участии Missy Elliott) | J. Cole, Syience, Missy Elliot* | 3:10         |
| 12. | «Never Told»                                   | No I.D.                         | 3:31         |
| 13. | «Rise and Shine»                               | J. Cole                         | 4:34         |
| 14. | «God's Gift»                                   | J. Cole                         | 3:32         |
| 15. | «Breakdown»                                    | J. Cole                         | 4:50         |
| 16. | «Work Out»                                     | J. Cole                         | 3:54         |

| №   | Название              | Продюсер (ы)    | Длительность |
| --- | --------------------- | --------------- | ------------ |
| 17. | «Who Dat»             | J. Cole, Elite* | 3:58         |
| 18. | «Daddy's Little Girl» | J. Cole         | 3:03         |

(*) обозначает сопродюсера